# Hannah Schmidt
Hannah Schmidt (Ottawa, 4 augustus 1994) is een Canadese freestyleskiër. Ze vertegenwoordigde haar vaderland op de Olympische Winterspelen 2022 in Peking. Zij is de zus van freestyleskiër Jared Schmidt.

## Carrière
Bij haar wereldbekerdebuut, in januari 2019 in Blue Mountain, scoorde Schmidt direct haar eerste wereldbekerpunten. Op de wereldkampioenschappen freestyleskiën 2021 in Idre Fjäll eindigde ze als tiende op de skicross. In december 2021 behaalde de Canadese in Val Thorens voor de eerste maal in haar carrière een toptienklassering in een wereldbekerwedstrijd. Tijdens de Olympische Winterspelen van 2022 in Peking eindigde Schmidt als zevende op de skicross. 
In december 2022 stond ze in Val Thorens voor de eerste maal in haar carrière op het podium van een wereldbekerwedstrijd. Op de wereldkampioenschappen freestyleskiën 2023 in Bakoeriani eindigde de Canadese als negentiende op de skicross. Op 8 december 2023 boekte Schmidt in Arosa haar eerste wereldbekerzege.

## Resultaten

### Olympische Winterspelen
| Jaar | Plaats | Resultaten  |
| ---- | ------ | ----------- |
| 2022 | Peking | 7e Skicross |

### Wereldkampioenschappen
| Jaar | Plaats     | Resultaten   |
| ---- | ---------- | ------------ |
| 2021 | Idre Fjäll | 10e Skicross |
| 2023 | Bakoeriani | 19e Skicross |

### Wereldbeker
Eindklasseringen
| Seizoen   | Algm | SX  |
| --------- | ---- | --- |
| 2018/2019 | 193e | 38e |
| 2020/2021 | –    | 16e |
| 2021/2022 | –    | 7e  |
| 2022/2023 | –    | 5e  |

Wereldbekerzeges
| Datum            | Plaats | Onderdeel |
| ---------------- | ------ | --------- |
| 12 december 2023 | Arosa  | Skicross  |